# 佘鲁林
佘鲁林（1956年—2020），福建莆田人，汉族，中华人民共和国政治人物、全国人民代表大会湖北地区代表。

## 生平
毕业于清华大学经济管理学院工商管理专业，曾任国药集团副董事长、总经理。2013年3月担任全国人大代表。